# Жан де Флоретт
«Жан де Флоретт» (фр. Jean de Florette) — кинофильм режиссёра Клода Берри, вышедший на экраны в 1986 году. Экранизация одноименного романа Марселя Паньоля. Первая часть дилогии (вторая часть — «Манон с источника»).
Фильм завоевал массовую популярность, получил крайне положительные отзывы критиков; показатель одобрения на сайте Rotten Tomatoes — 100 %. Был номинирован на многочисленные международные премии, получил одну премию «Сезар» (лучший актер, 1987) и четыре премии BAFTA (в том числе за лучший фильм, 1988).

## Сюжет
Действие происходит в Провансе после Первой мировой войны. Юголен Суберан (Отей) возвращается в родную деревню с военной службы. Ему удается убедить своего дядю Сезара (Монтан) по прозвищу Папе участвовать в проекте по выращиванию гвоздик, но цветам нужна вода. Дядя Сезар знает, что на земле его соседа Пика-Буффига есть родник. Пик-Буффиг отказывается продавать свой участок Суберанам; спор переходит в драку, которая оканчивается смертью Пика-Буффига. После похорон, дядя и племянник втайне забивают родник цементом, в надежде, что наследники Пика-Буффига продадут землю задешево.
Земля переходит Флоретт, сестре Пика-Буффига, а после её скорой смерти — её сыну Жану Кадоре (Жерар Депардьё), горбатому и романтичному сборщику налогов. Однако Жан (которого местные прозывают Жаном де Флоретт, по имени матери) не собирается продавать землю; у него самого есть грандиозные идеи о том, что на ферме можно выращивать кроликов. Субераны притворяются, что хорошо относятся к Жану и его семье, но мешают его хозяйству вредными советами и настраивают местных жителей против горбатого приезжего. Жан губит своё здоровье, таская воду из ближайшего известного ему родника, в 2 км от фермы. Когда в Прованс приходят дожди, они не льются там, где нужно Жану (Субераны утаили от Жана тот факт, что земля покойного Пика-Буффига никогда не получает достаточно осадков). Потом приходит засушливый ветер сирокко; хозяйство Жана оказывается на краю краха.
Жан начинает рыть колодец; Юголен пытается его отговорить, и предлагает Жану продать землю за 8000 франков. Но Жан, вместо того, чтобы продавать, закладывает свою землю Сезару. На вырученные деньги, Жан приобретает динамит, чтобы закончить свой колодец, но получает смертельное ранение от взрыва. Сезар покупает землю у Эме, вдовы Жана. Радостные дядя и племянник откапывают спрятанный родник. За ними наблюдает Манон, маленькая дочь Жана и Эме. Манон наконец понимает, что произошло. Субераны принимают её крики за крик птицы.

## В ролях
- Ив Монтан — Сезар «Папе» Суберан
- Жерар Депардьё — Жан Кадоре по прозвищу Жан де Флоретт
- Даниэль Отёй — Юголен «Галинетт» Суберан
- Элизабет Депардьё — Эме Кадоре
- Маргарита Лосано — Батистина
- Эрнестина Мазуровна — Манон Кадоре
- Арман Меффр — Филоксен
- Пьер Нугаро — Казимир
- Роже Суза — Анж

## Награды и номинации
- 1987 — премия «Сезар» за лучшую мужскую роль (Даниэль Отёй), а также 7 номинаций: лучший фильм (Клод Берри), лучшая режиссура (Клод Берри), лучший сценарий (Клод Берри, Жерар Браш), лучшая операторская работа (Брюно Нюиттен), лучшая музыка (Жан-Клод Пети), лучший звук (Пьер Гаме, Лоран Квальо, Доминик Аннекен), лучший постер (Мишель Жуэн).
- 1987 — участие в конкурсе Московского кинофестиваля.
- 1987 — премия Национального совета кинокритиков США за лучший фильм на иностранном языке.
- 1988 — 4 премии BAFTA: лучший фильм (Клод Берри), лучший адаптированный сценарий (Клод Берри, Жерар Браш), лучший актёр второго плана (Даниэль Отёй), лучшая операторская работа (Брюно Нюиттен). Фильм также был номинирован в следующих 6 категориях: лучший фильм на иностранном языке (Клод Берри), лучшая режиссура (Клод Берри), лучший актёр (Ив Монтан и Жерар Депардьё), лучший грим (Мишель Дернель, Жан-Пьер Эйшен), лучшая работа художника (Бернар Веза).
- 1988 — номинация на премию «Золотой глобус» за лучший фильм на иностранном языке.
- 1989 — приз 7 d’Or[англ.] за лучший телефильм (Клод Берри).